# جشتجي علي باشا
جشتجي علي باشا سياسي عثماني شغل منصب والي مصر منذ 9 أكتوبر 1623 حتى 16 فبراير 1624.